# Gaedia hispanica
Gaedia hispanica är en tvåvingeart som beskrevs av Louis-Paul Mesnil 1953. Gaedia hispanica ingår i släktet Gaedia och familjen parasitflugor. Inga underarter finns listade i Catalogue of Life.